# Maltas herrlandslag i vattenpolo
Maltas herrlandslag i vattenpolo (engelska: Malta men's national water polo team) representerar Malta i vattenpolo på herrsidan. Laget deltog i 1928 och 1936 års olympiska turneringar, och tog sig där till åttondelsfinal 1928 samt slutade på 16:e och sista plats 1936.

### Fotnoter
1. ↑  Todor Krastev (19 mars 1928). ”Men Water Polo Olympic Games 1928 Amsterdam (NED) - Winner Germany” (på engelska). Sport Statistics. Arkiverad från originalet den 29 juni 2015. https://web.archive.org/web/20150629172628/http://todor66.com/Water_Polo/Olympic/Men_1928.html. Läst 27 juni 2015.
2. ↑  Todor Krastev (19 mars 1936). ”Men Water Polo Olympic Games 1936 Berlin (GER) - 08-15.08 Winner Hungary” (på engelska). Sport Statistics. Arkiverad från originalet den 29 juni 2015. https://web.archive.org/web/20150629125407/http://todor66.com/Water_Polo/Olympic/Men_1936.html. Läst 27 juni 2015.